# XM1202 Mounted Combat System

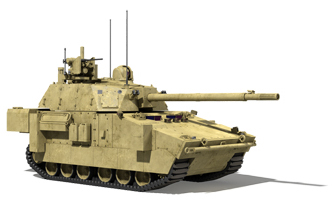
XM1202 Mounted Combat System

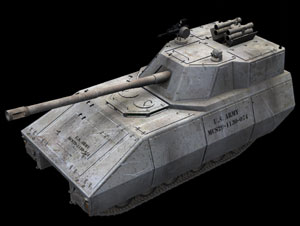
Konzept des MCS

Das XM1202 Mounted Combat System (MCS) (deutsch etwa System zum aufgesessenen Kampf) war ein Projekt der United States Army. Es war Teil des Programms Future Combat Systems. Bei einer Realisierung wäre es Teil des militärischen Global Information Grids geworden. Mit der Beendigung des FCS-Programms durch Verteidigungsminister Robert Gates wurde das Projekt eingestellt.

## Systembeschreibung
Das MCS ist ein leichtes, luftverladbares Fahrzeug. Da sich die Panzerung auf ein Minimum beschränkt (Schutz vor 30 mm-MK) und Schutz vor Panzerabwehrwaffen nur durch abstandsaktive Schutzmaßnahmen gewährleistet wird, wurde es in der Einsatztaktik darauf ausgelegt, den Gegner zuerst anzugreifen. Deshalb soll es in der Lage sein, sowohl direkt als auch indirekt ein Ziel in bis zu acht Kilometern Entfernung mit seiner 120-Millimeter-Kanone unter Beschuss zu nehmen. Die nötigen Zieldaten werden über das Netzwerk an den Panzer geleitet. Ein Autolader sollte eine hohe Feuerrate ermöglichen. Weiter sollte das Fahrzeug mit einem Maschinengewehr (12,7 × 99 mm NATO) und einem 40-Millimeter-Maschinengranatwerfer ausgerüstet werden. Das Fahrzeug sollte von zwei Soldaten bedient werden und möglicherweise Platz für zwei weitere Passagiere bieten. Seit Anfang 2008 befanden sich Prototypen der 120-mm-Kanone XM360  in der praktischen Erprobung.